# Chloroclystis autopepla
Chloroclystis autopepla là một loài bướm đêm trong họ Geometridae.